# لنا اولوفسون
لنا اولوفسون (انگلیسی: Lena Olovsson؛ زادهٔ ۳۱ ژوئیهٔ ۱۹۵۵) بازیکن فوتبال اهل سوئد است.